# Faded
„Faded“ je píseň norského diskžokeje Alana Walkera. Vydána byla jako singl (zpoplatněné stažení a kompaktní disk) dne 3. prosince 2015. Singl se vyšplhal do první desítky hitparád v mnoha zemích, přičemž v mnoha zemích (Česko, Belgie, Norsko, Švédsko a další) dosáhl první příčky. Píseň nazpívala Iselin Solheim. Součástí singlu byla rovněž instrumentální verze písně. K písni byl rovněž natočen videoklip (natáčelo se v Estonsku a vystupoval v něm Shahab Salehi).